# مقاطعة كوتوباكسي

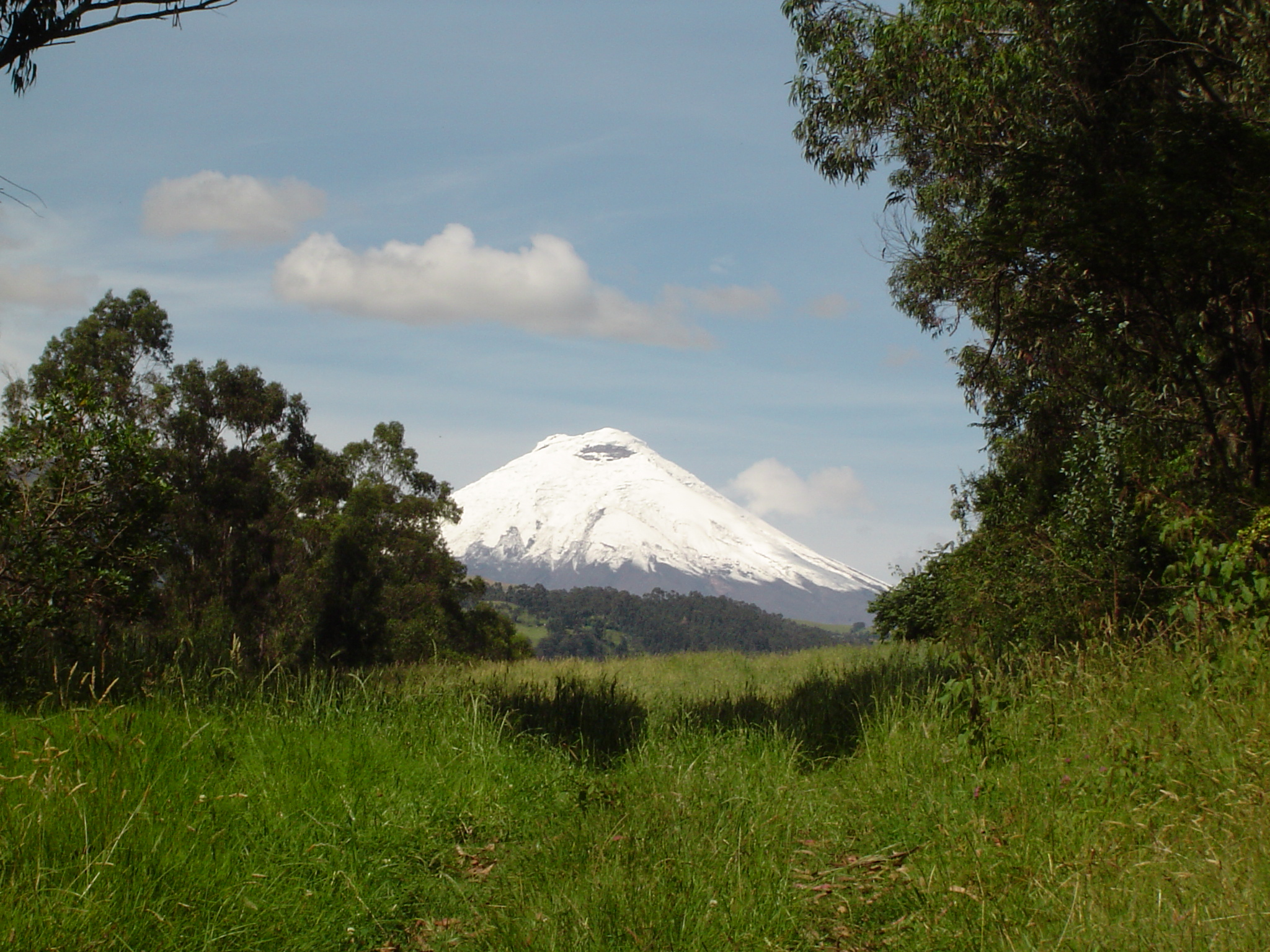
بركان كوتوباكسي

كوتوباكسي هي مقاطعة في الإكوادور ، العاصمة هي لاتاكونجا ، تحتوي المقاطعة علي بركان كوتوباكسي، وهو بركان طبقي مع ارتفاع 19388 قدم.

## كانتونات
وتنقسم المقاطعة إلى 7 كانتونات :